# Rehobothkerk (Oegstgeest)
De Rehobothkerk is een kerk aan de Lijtweg in de Nederlandse plaats Oegstgeest, die onderdeel is van de Nederlandse Gereformeerde Kerken. De naam Rehoboth komt uit het Bijbelboek Genesis (26: 22) en verwijst naar de naam die Isaak gaf aan een waterput die hij gegraven had.
Het kerkgebouw was oorspronkelijk een school. Het gebouw is in 1993 voor de functie van godshuis aangepast naar ontwerp van de architect A. Munneke in Warmond. De gereformeerd-vrijgemaakte gemeente in Oegstgeest, die bestaat sedert 1950, had tot 1993 geen eigen gebouw. Zij telde in 2013 ongeveer 220 leden. In 2023 is het kerkverband opgegaan in de Nederlandse Gereformeerde Kerken.
Sinds 2006 heeft de kerk een eenklaviers orgel met zeven registers en aangehangen pedaal in bruikleen. Het orgel is in 1973 gemaakt door de orgelbouwersfirma K.B. Blank & Zn. te Herwijnen en stond tot 2004 in de (in dat jaar gesloten) Verzoeningskerk in Rijswijk ZH.